# Суарді
Суарді (італ. Suardi) — муніципалітет в Італії, у регіоні Ломбардія, провінція Павія.
Суарді розташоване на відстані близько 470 км на північний захід від Рима, 60 км на південний захід від Мілана, 38 км на південний захід від Павії.
Населення — 619 осіб (2014).

## Демографія
Населення за роками:

Станом на 1 січня 2023 року в муніципалітеті офіційно проживало 37 іноземців з 14 країн, серед них 4 громадяни країн Євросоюзу та 4 громадяни України.

## Сусідні муніципалітети
- Бассіньяна
- Фраскароло
- Гамбарана
- Валенца